# Listă de filme britanice din 1969
Aceasta este o listă de filme britanice din 1969:

## Lista
| Titlu                                                                   | Regizor               | Distribuție                                            | Gen                 | Note |
| ----------------------------------------------------------------------- | --------------------- | ------------------------------------------------------ | ------------------- | --- |
| The Adding Machine                                                      | Jerome Epstein        | Milo O'Shea, Phyllis Diller                            | Drama               | |
| Alfred the Great                                                        | Clive Donner          | David Hemmings, Michael York                           | Historical          | |
| Anne of the Thousand Days                                               | Charles Jarrott       | Richard Burton, Geneviève Bujold, Anthony Quayle       | Historical          | Academy Award winner |
| The Assassination Bureau                                                | Basil Dearden         | Oliver Reed, Diana Rigg, Curt Jürgens                  | Black comedy        | |
| Battle of Britain                                                       | Guy Hamilton          | Laurence Olivier, Trevor Howard, Robert Shaw           | World War II        | |
| The Bed-Sitting Room                                                    | Richard Lester        | Rita Tushingham, Dudley Moore                          | Comedy              | |
| Before Winter Comes                                                     | J. Lee Thompson       | David Niven, Topol                                     | Drama               | |
| The Best House in London                                                | Philip Saville        | David Hemmings, Joanna Pettet                          | Comedy              | |
| The Body Stealers                                                       | Gerry Levy            | George Sanders, Maurice Evans                          | Sci-fi              | |
| Bronco Bullfrog                                                         | Barney Platts-Mills   | Del Walker, Anne Gooding                               | Drama               | |
| Can Hieronymus Merkin Ever Forget Mercy Humppe and Find True Happiness? | Anthony Newley        | Anthony Newley, Connie Kreski                          | Comedy              | |
| Captain Nemo and the Underwater City                                    | James Hill            | Robert Ryan, Chuck Connors                             | Fantasy             | Based on novel by Jules Verne |
| Carry On Again Doctor                                                   | Gerald Thomas         | Kenneth Williams, Sid James                            | Comedy              | |
| Carry On Camping                                                        | Gerald Thomas         | Sid James, Kenneth Williams                            | Comedy              | |
| The Chairman                                                            | J. Lee Thompson       | Gregory Peck, Anne Heywood                             | Thriller            | |
| Crooks and Coronets                                                     | Jim O'Connolly        | Telly Savalas, Edith Evans                             | Comedy              | |
| Crossplot                                                               | Alvin Rakoff          | Roger Moore, Claudia Lange                             | Thriller            | |
| Dance of Death                                                          | David Giles           | Laurence Olivier, Geraldine McEwan                     | Drama               | |
| David Copperfield                                                       | Delbert Mann          | Richard Attenborough, Laurence Olivier, Robin Phillips | Drama               | |
| Doppelgänger                                                            | Robert Parrish        | Roy Thinnes, Ian Hendry                                | Sci-fi              | |
| The File of the Golden Goose                                            | Sam Wanamaker         | Yul Brynner, Charles Gray                              | Thriller            | |
| Frankenstein Must Be Destroyed                                          | Terence Fisher        | Peter Cushing, Freddie Jones                           | Horror              | |
| Guns in the Heather                                                     | Robert Butler         | Glenn Corbett, Alfred Burke                            | Family              | Co-production with the US |
| Hamlet                                                                  | Tony Richardson       | Nicol Williamson, Anthony Hopkins                      | Literary drama      | Adaptation of Shakespeare's play |
| Hannibal Brooks                                                         | Michael Winner        | Oliver Reed, Michael J Pollard                         | World War II        | |
| The Haunted House of Horror                                             | Michael Armstrong     | Frankie Avalon, Jill Haworth                           | Horror              | |
| I Start Counting                                                        | David Greene          | Jenny Agutter, Bryan Marshall                          | Thriller            | |
| In Search of Gregory                                                    | Peter Wood            | Julie Christie, Michael Sarrazin                       | Romance             | |
| The Italian Job                                                         | Peter Collinson       | Michael Caine, Noël Coward, Benny Hill                 | Action/comedy       | Number 36 in the list of BFI Top 100 British films                                                                                                |
| Kes                                                                     | Ken Loach             | David Bradley, Lynne Perrie                            | Drama               | Number 7 in the list of BFI Top 100 British films                                                                                                 |
| The Last Shot You Hear                                                  | Gordon Hessler        | Hugh Marlowe, Zena Walker                              | Thriller            | |
| Laughter in the Dark                                                    | Tony Richardson       | Nicol Williamson, Anna Karina                          | Drama               | |
| Leo the Last                                                            | John Boorman          | Marcello Mastroianni, Billie Whitelaw                  | Drama               | |
| Lock Up Your Daughters!                                                 | Peter Coe             | Christopher Plummer, Susannah York                     | Comedy              | |
| Lola (Twinky)                                                           | Richard Donner        | Charles Bronson, Susan George                          | Comedy              | |
| The Looking Glass War                                                   | Frank Pierson         | Christopher Jones, Ralph Richardson                    | Spy                 | |
| The Magic Christian                                                     | Joseph McGrath        | Ringo Starr, Peter Sellers                             | Comedy              | |
| Man of Violence                                                         | Pete Walker           | Michael Latimer, Luan Peters                           | Crime               | |
| Monte Carlo or Bust!                                                    | Ken Annakin           | Terry-Thomas, Tony Curtis                              | Comedy              | |
| Moon Zero Two                                                           | Roy Ward Baker        | James Olson, Catherine Schell                          | Sci-fi              | |
| Mosquito Squadron                                                       | Boris Sagal           | David McCallum                                         | World War II        | |
| Mumsy, Nanny, Sonny and Girly                                           | Freddie Francis       | Ursula Howells, Pat Heywood, Howard Trevor             | Horror/comedy       | |
| A Nice Girl Like Me                                                     | Desmond Davis         | Barbara Ferris, Harry Andrews                          | Comedy              | |
| Night After Night After Night                                           | Lindsay Shonteff      | Jack May, Justine Lord                                 | Crime/horror        | [ 1 ] |
| The Oblong Box                                                          | Gordon Hessler        | Vincent Price, Christopher Lee                         | Horror              | |
| Oh! What a Lovely War                                                   | Richard Attenborough  | John Mills, Laurence Olivier, Maggie Smith             | World War I/musical | |
| On Her Majesty's Secret Service                                         | Peter R. Hunt         | George Lazenby, Diana Rigg, Telly Savalas              | Spy/action          | |
| Play Dirty                                                              | André de Toth         | Michael Caine, Nigel Green                             | World War II        | Filmed in Spain |
| The Prime of Miss Jean Brodie                                           | Ronald Neame          | Maggie Smith, Robert Stephens, Pamela Franklin         | Drama               | Maggie Smith won the Academy Award for best actress in a leading role.                                                                            |
| The Promise                                                             | Michael Hayes         | John Castle, Ian McKellen                              | Drama               | |
| A Promise of Bed                                                        | Derek Ford            | Victor Spinetti, Vanessa Howard                        | Comedy              | |
| The Reckoning                                                           | Jack Gold             | Nicol Williamson, Ann Bell                             | Drama               | |
| Rhubarb                                                                 | Eric Sykes            | Eric Sykes, Harry Secombe                              | Comedy              | Short film |
| Ring of Bright Water                                                    | Jack Couffer          | Bill Travers, Virginia McKenna                         | Drama               | |
| The Royal Hunt of the Sun                                               | Irving Lerner         | Robert Shaw, Christopher Plummer                       | Adventure           | |
| Run Wild, Run Free                                                      | Richard C. Sarafian   | John Mills, Mark Lester                                | Family              | |
| Sandy the Seal                                                          | Robert Lynn           | Heinz Drache, Marianne Koch                            | Family              | |
| Sinful Davey                                                            | John Huston           | John Hurt, Pamela Franklin                             | Comedy              | |
| The Smashing Bird I Used to Know                                        | Robert Hartford-Davis | Maureen Lipman, Dennis Waterman, Patrick Mower         | Drama               | |
| Some Girls Do                                                           | Ralph Thomas          | Richard Johnson, Daliah Lavi                           | Spy                 | |
| The Southern Star                                                       | Sidney Hayers         | George Segal, Ursula Andress                           | Adventure           | |
| Staircase                                                               | Stanley Donen         | Rex Harrison, Richard Burton                           | Drama               | Co-production with the United States |
| A Talent for Loving                                                     | Richard Quine         | Richard Widmark, Topol, Geneviève Page                 | Comedy/western      | Co-production with the United States |
| Taste the Blood of Dracula                                              | Peter Sasdy           | Christopher Lee, Geoffrey Keen, Gwen Watford           | Horror              | |
| Three Into Two Won't Go                                                 | Peter Hall            | Rod Steiger, Claire Bloom, Judy Geeson                 | Drama               | Entered into the 19th Berlin International Film Festival                                                                                          |
| Till Death Us Do Part                                                   | Norman Cohen          | Warren Mitchell Dandy Nichols                          | Comedy              | |
| A Touch of Love                                                         | Waris Hussein         | Sandy Dennis Ian McKellen                              | Drama               | Entered into the 19th Berlin International Film Festival                                                                                          |
| Two Gentlemen Sharing                                                   | Ted Kotcheff          | Robin Phillips, Judy Geeson                            | Drama               | |
| The Virgin Soldiers                                                     | John Dexter           | Hywel Bennett, Nigel Patrick, Lynn Redgrave            | Drama               | |
| Walk a Crooked Path                                                     | John Brason           | Tenniel Evans, Faith Brook                             | Crime               | |
| What's Good for the Goose                                               | Menahem Golan         | Norman Wisdom, Sally Geeson                            | Comedy              | |
| Where's Jack?                                                           | James Clavell         | Stanley Baker, Tommy Steele                            | Crime               | |
| Women in Love                                                           | Ken Russell           | Alan Bates, Oliver Reed, Glenda Jackson, Jennie Linden | Literary drama      | Adapted from the book by D H Lawrence; Number 87 in the list of BFI Top 100 British films. Glenda Jackson won the Academy Award for Best Actress. |
| Zeta One                                                                | Michael Cort          | James Robertson Justice, Charles Hawtrey               | Comedy/sci-fi       | |